# Allograpta nishida
Allograpta nishida är en tvåvingeart som beskrevs av Ximo Mengual och Thompson 2009. Allograpta nishida ingår i släktet Allograpta och familjen blomflugor.
Artens utbredningsområde är Costa Rica. Inga underarter finns listade i Catalogue of Life.